# Novo Destino
Novo Destino est une localité de Sao Tomé-et-Principe située au nord de l'île de São Tomé, dans le district de Mé-Zóchi. C'est une ancienne roça.

## Population
Lors du recensement de 2012, 168 habitants y ont été dénombrés.

## Roça
C'est une dépendance de la roça Monte Café. Tous les bâtiments (casa principal et sanzalas) ont été remplacés par une construction en béton.

Photographies et croquis réalisés en 2011 mettent en évidence la disposition des bâtiments, leurs dimensions et leur état à cette date.